# Aranyhegyi-patak
L'Aranyhegyi-patak est un ruisseau de Hongrie, affluent du Danube. Il prend sa source dans les collines de Buda à proximité de Pilisszentiván. Il pénètre ensuite brièvement dans Pilisvörösvár puis Solymár, avant d'entrer dans Budapest au niveau du quartier de Solymárvölgy. Il se jette dans le Danube à la hauteur du Újpesti vasúti híd. Le lit de l'Aranyhegyi-patak est formé en grande partie par le fossé de Vörösvár qui sépare les collines de Buda des monts du Pilis. 